# 63ª sessione dell'Assemblea generale delle Nazioni Unite
La 63ª sessione dell'Assemblea generale delle Nazioni Unite si è svolta dal 22 settembre 2008 al 14 settembre 2009.
Le sessioni sono state presiedute da Miguel d'Escoto Brockmann, rappresentante del Nicaragua.